# Bonnie Arnold

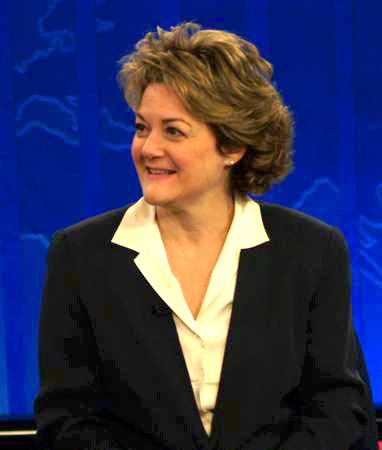
Bonnie Arnold (2006)

Bonnie Arnold (* 1955 in Atlanta, Georgia) ist eine US-amerikanische Filmproduzentin, die unter anderem für The Walt Disney Company und Pixar arbeitete. Sie ist momentan „Co-President of Feature Animation“ bei DreamWorks.

## Leben
Bonnie Arnold wuchs in Atlanta, Georgia auf. Sie erwarb einen Bachelor in Journalismus an der University of Georgia und einen Master an der Boston University. Als Journalistin kam sie dann zum American-Playhouse-Film King of America. Ihre erste Hollywood-Produktion wurde Die Frau des Profis, für den sie als Produktionskoordinator tätig war.
Sie war anschließend an Filmproduktionen in Atlanta beteiligt und arbeitete für Columbia Pictures. Am Set eines Tony-Scott-Films lernte sie Kevin Costner kennen. Als Ausführende Produzentin war sie für ihn bei Der mit dem Wolf tanzt tätig.
1992 wurde sie für die Produktion von Toy Story angeheuert. Seitdem arbeitete sie für verschiedene Animationsstudios, unter anderem für The Walt Disney Company bei Tarzan und für DreamWorks bei Ab durch die Hecke (2006) und zuletzt bei der Drachenzähmen-leicht-gemacht-Serie. Anfang 2015 wurde sie zum „Co-President of Feature Animation“ von DreamWorks ernannt.
Bonnie Arnold gewann 1996 den Annie Award für die Produktion von Toy Story. Sie erhielt bei der Oscarverleihung 2015 eine Nominierung für den besten Animationsfilm als Produzentin des Films Drachenzähmen leicht gemacht 2.

## Filmografie (Auswahl)
- 1985: Die Frau des Profis (The Slugger’s Wife)
- 1986: Mosquito Coast (Production coordinator)
- 1988: Stars and Bars – Der ganz normale amerikanische Wahnsinn (Stars and Bars) (Produktionsmanager)
- 1990: Revenge – Eine gefährliche Affäre (Revenge) (Assistentin)
- 1990: Der mit dem Wolf tanzt (Dances with Wolves) (Ausführende Produzentin)
- 1991: Addams Family (Addams Family)  (Ausführende Produzentin)
- 1992: Der letzte Mohikaner (The Last Mohican) (Produktionsassistentin)
- 1992: Ein ganz normaler Held (Hero) (Produktionsmanager)
- 1995: Toy Story
- 1999: Tarzan
- 2006: Ab durch die Hecke (Over the Hedge)
- 2009: Ein russischer Sommer (The Last Station)
- 2010: Drachenzähmen leicht gemacht (How to Train Your Dragon)
- 2010: Legend of the Boneknapper Dragon (Kurzfilm)
- 2011: Drachen – Ein Geschenk von Nachtschatten (Dragons: Gift of the Night Fury) (Kurzfilm)
- 2011: Book of Dragons (Kurzfilm)
- 2014: Drachenzähmen leicht gemacht 2 (How to Train Your Dragon 2)
- 2024: Ein klitzekleines Weihnachtswunder (That Christmas, Ausführende Produzentin)